# Здравствуй, песня
«Здравствуй, песня» — советский (РСФСР) вокально-инструментальный ансамбль (ВИА).

## Предыстория
Формирование коллектива началось в городе Макеевка Донецкой области, когда музыканты Донецкого музыкального училища во главе с Аркадием Хаславским получили предложение создать ВИА при крупном заводе города Донецка. Предложение было принято. Ансамбль назывался «Калейдоскоп» и все музыканты получали зарплату, числясь рабочими на заводе. 20 февраля 1974 года музыканты получают предложение работать в филармонии Коми АССР (Сыктывкарская филармония) с новым названием ВИА «Парма» (тайга), которое музыканты, разумеется, приняли. В состав ансамбля входили:
- Аркадий Хаславский — художественный руководитель, аранжировки, фортепиано, труба, вокал;
- Арнольд Дедов — саксофон, флейта;
- Михаил Король — клавиши, гитара, вокал;
- Анатолий Ивушкин — ударные;
- Наташа Ефимова — вокал;
- Владимир Пономаренко — бас-гитара, вокал;
- Татьяна Ванифатьева — конферансье;
- Василий Лазоренко — вокал;
- Валерий Бабенко — вокал;
- Валерий Коган — звукорежиссёр;
- Ирина Юсупова и Аркадий Канцепольский — танцевальная пара ;
- Людмила Пономаренко — костюмер.

Репертуар состоял из пары песен на языке Коми, русских баллад и песен руководителя. Первые гастроли продолжались 11 месяцев, и во время выступления в Туле директор филармонии И. А. Михайловский предложил перейти работать к нему. Так 21 февраля 1975 года ансамбль стал работать в Тульской филармонии, правда без Наташи Ефимовой (вокал) и Валерия Бабенко (вокал) с новым названием «Новые лица». В этом же году по настоянию Михайловского в ансамбль попал Валерий Чуменко (баритон-саксофон), а после Чуменко предложил сменить название на «Красные маки». Этот ансамбль под управлением Аркадия Хаславского в 1976 году на Всероссийском конкурсе на лучшее исполнение советской песни «Сочи-76» получил II премию. Перед конкурсом в ансамбль влились участники
- Александр Григорьев (вокал, автор перевода песни «Сувенир»);
- Виктор Бут (гитара, вокал);
- Михаил Виницкий (конферансье, вокал).

В дальнейшем пути филармонии и участников ВИА «Красные маки» разошлись. Благодаря аппаратуре, инструментам и реквизиту, которые находились в собственности Хаславского и музыкантов, по подсказке Феликса Каца (фестивальный отдел Росконцерта) музыканты начали работать от Владимирской областной филармонии с репетиционной базой в Москве под названием «Здравствуй, песня».

## История
Ансамбль «Здравствуй, песня» был образован летом 1977 года, после того как часть музыкантов во главе с Аркадием Хаславским ушли из Тульской филармонии, которая оставила за собой название ВИА «Красные маки», во Владимирскую филармонию с новым названием «Здравствуй, песня», которое предложило Центральное телевидение СССР.
В первый состав ВИА «Здравствуй, песня» вошли:
- Аркадий Хаславский — художественный руководитель (клавишные, труба);
- Валерий Богданов — директор ансамбля (звукорежиссёр);
- Михаил Король (клавишные, вокал);
- Виктор Бут (гитара, вокал);
- Людмила Семикина (вокал);
- Сергей Чепурнов (скрипка, клавишные);
- Арнольд Дедов (саксофон, флейта);
- Анатолий Красавин (бас-гитара);
- Александр Аргуч (перкуссия);
- Анатолий Ивушкин (ударные).

В таком составе в свет выходит первая пластинка формата миньон «Я радуюсь» (1978 год). В этом же году ансамбль по семейным причинам покидает Анатолий Красавин (бас-гитара), а на смену ему приходит Александр Бут (бас-гитара). В период записи пластинки ансамбль много гастролирует по всей территории Советского Союза, а также выезжает с концертами в Чехословакию.
В 1978 году к ансамблю присоединяются:
- Галина Шевелёва (вокал);
- Олег Башкин (вокал);
- Вадим Примак (труба);
- Леонид Односум (конферансье).

В 1978 году ВИА «Здравствуй, песня» получает предложение работы в Североосетинской филармонии, от которого ансамбль не мог отказаться, в этом же году выходит в свет первый диск-гигант и несколько миньонов. После записи этих пластинок из ансамбля уходят участники духовой секции Александр Аргуч (перкуссия) и Вадим Примак (труба), а в ансамбль вливаются новые музыканты:
- Геннадий Грачёв (звукорежиссёр);
- Сергей Буднецкий (вокал, на несколько месяцев);
- Виктор Андриевский (труба, на несколько месяцев).

В 1979 году к ансамблю присоединяется третья вокалистка — Светлана Бут — и три музыканта духовой секции из инструментального ансамбля Валерия Ободзинского «ДИСКО»:
- Александр Тимофеев (труба);
- Дмитрий Сачук (труба);
- Сергей Толстых (тромбон).

Музыканты приняли участие в записи пластинки «Мы любим диско» и съёмках телеконцерта 1979 года, а также отработали два месяца в гастрольном графике и вернулись в ансамбль Валерия Ободзинского. Особенностью второго диска-гиганта «Мы любим диско» стало то, что на первую сторону вошли песни зарубежных авторов, а на вторую — советских, это произошло только благодаря Олимпиаде-80. Главным хитом пластинки стала «Синяя песня» («Синий иней»), которая вместе с английской версией песни группы «Eruption» под названием «One Way Ticket» (оба эти варианта песни являются кавер-версиями композиции американских музыкантов Джека Келлера и Хэнка Хантера (Hank Hunter), впервые исполненной в 1959 году американским певцом и пианистом Нилом Седакой) стали звучать на дискотеках по всему Советскому Союзу.
В 1980 году ансамбль был вынужден сменить филармонию на Краснодарскую. После затяжных гастролей по Сахалину из ансамбля уходят:
- Людмила Семикина (вокал) в Донецкую филармонию;
- Олег Башкин (вокал) в ВИА «Лейся, песня»;
- Александр Бут (бас-гитара) и Светлана Бут (вокал) уходят в Семипалатинскую филармонию;
- приглашённые музыканты духовой секции из ансамбля Валерия Ободзинского (Александр Тимофеев — труба; Дмитрий Сачук — труба; Сергей Толстых — тромбон), возвращаются обратно в группу певца.

В поисках новых людей Аркадий Хаславский приглашает на работу музыкантов из ансамбля «Ичкерия», который работал в Грозном. Приходят:
- Наталья Казакова (вокал);
- Анатолий Ленский (вокал);
- Валентин Барков (бас-гитара, вокал);
- Олег Асеев (соло-гитара);
- Илья Казаков (клавишные);
- Андрей Климов (альт-саксофон);
- Юрий Хомяков (тенор-саксофон);
- Анатолий Федоряченко (ударные).

Арнольд Дедов стал администратором ансамбля, а Аркадий Хаславский стал играть на клавишах, петь две песни за концерт и работать за звукорежиссёрским пультом. В этом же году выходит третий диск-гигант «Вокруг любви». Эта пластинка вышла при сотрудничестве ансамбля и поэта-песенника Игоря Кохановского и по тиражу уступила лишь пластинкам Владимира Высоцкого и Аллы Пугачёвой, её тираж составил два миллиона экземпляров.
Также в 1980 году после записи пластинки уходят:
- Наталья Казакова (вокал, в декретный отпуск);
- Юрий Хомяков (тенор-саксофон).

В ансамбль приходят:
- Татьяна Камелькова (вокал);
- Пётр Тиллс (вокал).

В конце 1980 года ВИА «Здравствуй, песня!» записал песню «Памяти поэта» (А. Хаславский — И. Кохановский), которая посвящалась ушедшему из жизни в этом же году Владимиру Высоцкому. Песня должна была войти в пластинку ансамбля, однако этому не суждено было сбыться, песня осталась в резерве ансамбля, а с февраля 1981 года на концертах её исполнял только пришедший музыкант Леонид Грабер (труба, вокал). Летом 1981 года музыканты, пришедшие из «Ичкерии»:
- Анатолий Ленский (вокал);
- Валентин Барков (бас-гитара, вокал);
- Илья Казаков (клавишные);
- Андрей Климов (альт-саксофон);
- Анатолий Федоряченко (ударные).

Не согласившись с репертуарной трактовкой ВИА «Здравствуй, песня» уходят в группу «Кабинет», а также уходят в другую группу:
- Татьяна Камелькова (вокал);
- Пётр Тиллс (вокал).

В этот период времени весь коллектив уходит в отпуск, а в сентябре 1981 года в коллектив приходят:
- Владимир Сутормин (вокал);
- Валерий Газенкампф (бас-гитара);
- Александр Климов (клавишные);
- Константин Шмаков (вокал).

Ансамбль успешно сдаёт новую программу филармонии и отправляется в гастрольный тур по всему Советскому союзу, а также в Болгарию (1981—1982 гг.). В октябре 1981 года ВИА «Здравствуй, песня!» проводит серию больших концертов — «Октябрьский КЗ» в Ленинграде.
В 1982 году состав ВИА «Здравствуй, песня» был следующим:
- Аркадий Хаславский — художественный руководитель (клавишные, вокал, звукорежиссёр);
- Михаил Король (клавишные, вокал);
- Галина Шевелёва (вокал);
- Леонид Грабер (труба, вокал);
- Владимир Сутормин (вокал);
- Владимир Попков (вокал);
- Виктор Бут (гитара, вокал);
- Сергей Чепурнов (скрипка, клавишные);
- Анатолий Ивушкин (ударные);
- Александр Любченко (гитара);
- Валерий Газенкампф (бас-гитара);
- Александр Климов (клавишные);
- Валерий Богданов — директор ансамбля;
- Марк Рудинштейн — директор ансамбля;
- Арнольд Дедов — администратор ансамбля.

Последовала череда миньонов и выход четвёртого диска-гиганта со спортивным названием «Марафон».
В 1982 году появились жёсткие правила, согласно которым каждый музыкант должен был иметь диплом об окончании музыкального училища. Аркадий Хаславский всеми правдами и неправдами пытался сохранить коллектив, за что поплатился четырьмя годами тюремного заключения в 1983 году. Оставшись без своего руководителя, музыканты ВИА «Здравствуй, песня» продолжали работу некоторое время, а вскоре разошлись по другим проектам.
Владимир Сутормин создал свою группу, которая успешно работала до 1989 года. Михаил Король (клавишные, вокал), Сергей Чепурнов (скрипка, клавишные), Анатолий Ивушкин (ударные) и Арнольд Дедов, администратор ансамбля, саксофон, флейта, уходят в ансамбль Льва Поливоды «Орион». После распада СССР Михаил Король уехал в Израиль, Сергей Чепурнов уехал в Канаду. Анатолий Ивушкин умер в 1993 году в Москве. Арнольд Дедов занялся своим делом по реставрации старинных музыкальных инструментов, умер 1 сентября 2012 года. Леонид Грабер (труба, вокал) работал в группе «Индекс 398», группе Владимира Сутормина, а с 1987 года вернулся в ВОКС «Здравствуй, песня» под управлением Аркадия Хаславского. Марк Рудинштейн, директор ансамбля, стал директором концертных программ при подольском парке, а с 1990 года — организатором фестиваля «Кинотавр» в Сочи. Виктор Бут перешёл на работу в ВИА «Верные друзья», а после распада СССР стал работать в московском ресторане, играл и выступал на свадьбах, днях рождения и выпускных. В июне 2008 года Виктор Бут умер. Валерий Газенкампф работал в ресторанах, преподавал в музыкальной школе города Шахты; умер в мае 2010 года.
В начале 1983 года состав ВИА «Здравствуй, песня» стал выглядеть так:
- Галина Шевелёва (вокал);
- Владимир Попков (вокал);
- Геннадий Грачёв (звукорежиссёр);
- Валерий Богданов — директор ансамбля;
- Игорь Матвиенко — музыкальный руководитель (клавишные);
- Олег Кацура (гитара, вокал);
- Сергей Мазаев (альт-саксофон, вокал);
- Сергей Попов (соло-гитара);
- Игорь Ерастов (бас-гитара);
- Николай Сафонов (барабаны).

Новые музыканты пришли из ансамбля под управлением Вячеслава Добрынина «Шаровая молния» по инициативе своего руководителя. Новую программу для ансамбля подготовили Вячеслав Добрынин, Леонид Дербенёв и Игорь Матвиенко, также музыканты включили в репертуар многие нереализованные песни из «Шаровой молнии». Первой записью на пластинку нового состава стала его песня «Земля — наш дом» на стихи поэта Роберта Рождественского, а первой песней, которая была показана по телевидению в передаче «Утренняя почта» — «Старый альбом» (В. Добрынин — Л. Дербенёв), где солировал Олег Кацура. В этом же году уходят Владимир Попков (вокал) и Геннадий Грачёв (звукорежиссёр), на смену Грачёву приходит Анатолий Донцов. В 1984 г. на фирме «Мелодия» записывался диск-гигант «Робинзон» с песнями на стихи Леонида Дербенёва, правда, уже без солистки Галины Шевелёвой, вслед за которой совсем недолго проработала певица Лада Марис. Так же в этом году в ансамбль вливаются молодой вокалист Александр Добрынин (вокал) и Сергей Васильев (гитара). Именно в этот момент аббревиатура ВИА меняется на модный термин «группа». На диске «Робинзон», ставшим популярным, ансамбль не только аккомпанировал Михаилу Боярскому, но также исполнил три песни: «Акселераты», «Не забудешь никогда», «В нашем дворе». В дальнейшем группа продолжала исполнять и записывать песни Вячеслава Добрынина. На пластинках фирмы «Мелодия» выходили песни «Светлый парус мечты», «Будь самим собой» и «Все зависит от тебя» в дуэте с певицей Натальей Нурмухамедовой.
В 1985 году на телепередаче «Утренняя почта» проходят съёмки песни «Большая медведица», после съёмок из группы уходят Сергей Мазаев (альт-саксофон, вокал) и Олег Кацура (гитара, вокал), который становится солистом группы «Весёлые ребята», но через два месяца возвращается в ВИА «Здравствуй, песня!», а вместо Олега Кацуры в коллектив приходит новый солист Николай Расторгуев, а также гитарист Левон Варданян, пришедший на смену Сергею Васильеву. В 1986 году коллектив принимал безуспешное участие в «Рок-панораме-86», после чего музыканты продолжают работу, но по состоянию здоровья уходит Валерий Богданов, директор ансамбля, через год Валерия не стало. В этот момент Аркадий Хаславский досрочно выходит из заключения и решает вернуться в свою группу, однако получает резкий отказ от Краснодарской филармонии, что вызывает волну негодования коллег по филармонии. Временно Аркадий Хаславский устраивается на работу к И. Д. Кобзону, который первое время ему помогает и наставляет в творческом плане.
В 1987 группа «Здравствуй, песня» подготовила новую концертную программу, однако комиссия Росконцерта не приняла её и рекомендовала Краснодару прекратить проект «Здравствуй, песня», так как он неотъемлемо связан с Хаславским. Это и спровоцировало уход всего состава группы из филармонии. Тогда Аркадий Хаславский забрал бренд у филармонии через Росконцерт и оформил его в Томской областной филармонии как ВОКС «Здравствуй, песня!». С этого момента официально работает два параллельных коллектива под управлением Аркадия Хаславского: группа Аркадия Хаславского ВОКС и группа «Здравствуй, песня» в которую вошли Аркадий Хаславский — художественный руководитель (клавишные, вокал), Галина Шевелёва (вокал), Леонид Грабер (вокал), Владимир Попков (вокал).
Каждая из двух групп имела свой репертуар и состав. В середине 1989 года закончилась ВИА-эпоха и всё, что связано с ней. Аркадий Хаславский стал работать в своей домашней студии и изредка выезжал на гастроли, Галина Шевелёва работала в большой концертной программе Вячеслава Добрынина, Филиппа Киркорова, Марка Рудинштейна, с Юрием Любаном от Москонцерта, в программах от Подольского парка с Владимиром Попковым, но уже как сольная певица. 26 июня 1991 года Шевелёва была убита.
В 2003 году Хаславский возродил ВИА «Здравствуй, песня!» с Анатолием Красавиным. Ансамбль возобновил концерты с 2005 года.
В разное время с ВИА «Здравствуй, песня» сотрудничали такие известные музыканты и певцы как Иосиф Кобзон, Владимир Высоцкий, Наталья Нурмухамедова, Михаил Боярский, Аскер Махмудов, Людмила Сенчина, ВИА «Апельсин», ВИА «Надежда» и др.
Всего звукозаписывающая фирма «Мелодия» выпустила четыре диска-гиганта и больше десятка миньонов ВИА «Здравствуй песня».

## Репертуар
Приписанный к Краснодарской филармонии, ансамбль гастролировал по стране и выступал в эстрадных сборных концертах с репертуаром, основанным на песнях Аркадия Хаславского и Игоря Якушенко. Однако, всё изменилось в 1979 году — ансамбль выпустил «Песенку о ковбое», которая представляла собой кавер-версию хита Сонни и Шер "A Cowboy's Work is Never Done", песня была исполнена в развлекательной телепрограмме. В конце 1979 года ансамбль выпустил пластинку-гигант «Мы любим "диско"», наполовину состоявшую из кавер-версий западных хитов. Диск включал классическую композицию «Шизгара» или Venus («Венера») группы Shocking Blue, композицию «You Set My Heart On Fire» («Огонь, мы любим диско») и «Disco Fever» Тины Чарлз, кавер-версию песни «La Moglie, L’amante, L’amica» («Я жду тебя») Адриано Челентано, кавер-версию песни «Devil Woman» («Колдунья») Клиффа Ричарда и кавер-версию песни авторов Hank Hunter и Jack Keller (в советской традиции ошибочно приписываемую Нилу Седаки) «One Way Ticket» («Синяя песня»). Годом ранее кавер-версию этой песни выпустила группа Eruption.
Хаславский и «Здравствуй, песня» в 1981 году выпустили следующий альбом «Вокруг любви». Изюминкой этого альбома стала кавер-версия песни Глории Гейнор «I Will Survive», на диске она называется «Я выжила». Последней успешной интерпретацией западных хитов стала песня «Просто я такая женщина», в оригинале «A Woman In Love», которую исполнила Барбара Стрейзанд. После 1982 года Министерство культуры СССР начало ужесточать политику в области популярной музыки, а рок-культура предложила более интересную альтернативу отжившей эстетике ВИА. В итоге, ансамбль (наряду с другими ВИА) потерял свою аудиторию и уже не привлекал особого внимания.

## Состав группы

### В первом составе ВИА «Здравствуй, песня» выступали
- Аркадий Хаславский — художественный руководитель, фортепиано, труба, вокал,
- Валерий Богданов — директор ансамбля, звукорежиссёр,
- Сергей Чепурнов — скрипка, клавишные инструменты,
- Михаил Король /Коренблит/ — гитара, баян, клавишные инструменты, вокал,
- Арнольд Дедов — саксофон, флейта, вокал,
- Виктор Бут — соло-гитара, вокал,
- Анатолий Красавин — бас-гитара,
- Людмила Семикина — соло-вокалистка,
- Анатолий Ивушкин — ударные,
- Александр Аргуч — перкуссия.

### Также в ВИА «Здравствуй, песня» выступали
- Александр Бут — бас-гитара,
- Галина Шевелёва — соло-вокалистка,
- Олег Башкин — соло-вокалист,
- Вадим Примак — труба,
- Леонид Односум — конферансье,
- Константин Шмаков — соло-вокалист,
- Пётр Тиллс — соло-вокалист,
- Геннадий Грачёв — звукорежиссёр,
- Светлана Бут — соло-вокалистка,
- Виктор Андриевский — труба,
- Наталья Казакова — соло-вокалистка,
- Анатолий Ленский (Козюк) — соло-вокалист,
- Олег Асеев — соло-гитара,
- Илья Казаков — клавишные,
- Андрей Климов — альт-саксофон,
- Юрий Хомяков — тенор-саксофон,
- Анатолий Федоряченко — ударные,
- Татьяна Камелькова — соло-вокалистка,
- Леонид Грабер — труба, соло-вокалист,
- Владимир Сутормин — соло-вокалист,
- Александр Любченко — гитара,
- Валерий Газенкампф — бас-гитара,
- Александр Климов — клавишные,
- Владимир Попков — соло-вокалист,
- Марк Рудинштейн — директор ансамбля,
- Владимир Шамин — соло-вокалист,
- Игорь Матвиенко — музыкальный руководитель, клавишные,
- Олег Кацура — гитара, соло-вокалист,
- Сергей Мазаев — альт-саксофон, соло-вокалист,
- Сергей Попов — соло-гитара, соло-вокалист,
- Игорь Ерастов — бас-гитара,
- Евгений Ельцов — ритм-гитара,
- Николай Сафонов — ударные,
- Анатолий Донцов — звукорежиссёр,
- Лада Марис — соло-вокалистка,
- Николай Расторгуев — соло-вокалист,
- Левон Варданян — гитара,
- Сергей Буднецкий — соло-вокалист,
- Александр Тимофеев — труба,
- Дмитрий Сачук — труба,
- Сергей Толстых — тромбон,
- Евгений Баранов — художник по свету,
- Александр Добрынин — соло-вокалист,
- Сергей Васильев — гитара.

### ВИА «Здравствуй, песня» 2024
- Сергей Шевляков — ударные, музыкальный руководитель,
- Аркадий Хаславский — художественный руководитель,
- Юрий Шкибтан — бас-гитара, вокал,
- Юрий Андреев — гитара, вокал,
- Арсений Рус — клавишные, вокал,
- Андрей Михайлов — лидер-вокал, бубен,
- Екатерина Бачурина — лидер-вокал,
- Елена Волкова — лидер-вокал.

## Дискография
- 1978 — «Здравствуй, песня I»
- 1979 — «Здравствуй, песня II»
- 1979 — «Мы любим „диско“»
- 1981 — «Вокруг любви»
- 1982 — «Птица счастья»
- 1982 — «Слушай, тёща»
- 1982 — «Помнишь, мама»
- 1982 — «Здравствуй, песня» (солистка Галина Шевелёва)
- 1983 — «Марафон»
- 1984 — «Большая медведица»
- 1984 — «Робинзон»
- 1984 — «Live '84»
- 1985 — «Кругозор № 4 (9)»
- 1985 — «Посмеяться над собой» (магнитоальбом)
- 1985 — «Live '85»